# Луї Келхерн
Луї Келхерн (англ. Louis Calhern; 19 лютого 1895 — 12 травня 1956) — американський актор театру і кіно.

## Біографія
Карл Генрі Фогт (справжнє ім'я актора) народився в Нью-Йорку 19 лютого 1895 року, але поїхав звідти з сім'єю в Сент-Луїс (штат Міссурі) ще бувши дитиною. У школі проявив акторські таланти, перед початком війни повернувся в Нью-Йорк, де почав виступати на театральній сцені, але у зв'язку з початком військових дій був покликаний в армію, служив у Франції.
Після закінчення війни повернувся в США, з 1921 року почав зніматися у фільмах. З'явившись в п'яти стрічках, на вісім років пішов з кінематографа і повернувся лише в 1931 році, коли кіно вже стало звуковим. Спочатку мав амплуа серйозних аристократів, але потім зміг довести режисерам свою різноплановість.
У 1951 році номінувався в категорії «Кращий актор» на «Оскар» і на «Золотий глобус» за роль у фільмі «Прекрасний янкі», але нагород не отримав.
У травні 1956 року Луї Келхерн знаходився в японському місті Нара на зйомках фільму «Чайна церемонія», коли з ним стався серцевий напад. Актор був терміново відправлений до лікарні Токіо, але 12 травня помер. Роль Келхерна в цій стрічці була передана акторові Полу Форду. У 1949 році сам Келхерн точно так же замінив актора Френка Моргана, який також помер від раптового серцевого нападу на зйомках фільму «Енні отримує вашу зброю».
Похований на кладовищі «Hollywood Forever».

## Особисте життя
Луї Келхерн був одружений чотири рази, все його шлюби закінчилися розлученнями:
- 1926—1927 — Ілка Чейз, акторка і письменниця.
- 1927—1932 — Джулія Хойт, акторка.
- 1933—1942 — Наталі Шафер, акторка. Келхерн так ніколи й не дізнався, що вона була на 12 років старшою, ніж говорила. Тобто він одружився не з 20-річною, а з 32-річною жінкою.
- 1946—1955 — Маріанна Стюарт, акторка.

## Вибрана фільмографія
- 1933 — Качиний суп / Duck Soup
- 1934 — Романи Челліні / The Affairs of Cellini
- 1936 — Чудова інсинуація / The Gorgeous Hussy
- 1937 — Життя Еміля Золя
- 1939 — Хуарес / Juarez
- 1946 — Лиха слава
- 1948 — Тріумфальна арка
- 1949 — Червоний Дунай
- 1950 — Енні отримує вашу зброю
- 1950 — Асфальтові джунглі
- 1952 — Ми не одружені!
- 1953 — Юлій Цезар
- 1954 — Адміністративна влада
- 1955 — Шкільні джунглі
- 1956 — Вище товариство / (High Society)